# Caserío de Cortés
Caserío de Cortés är en ort i Mexiko, tillhörande kommunen Chalco i delstaten Mexiko. Caserío de Cortés ligger i den centrala delen av landet och tillhör Mexico Citys storstadsområde. Orten hade 1 841 invånare vid folkräkningen 2010.